# Jaume Amigó
Jaume Amigó (Ulldemolins, El Priorato, siglo XVI) fue un eclesiástico español. Párroco de Tivisa (Ribera de Ebro, Tarragona), fue un gran conocedor de la arquitectura renacentista italiana, la cual dio a conocer en Tarragona. 

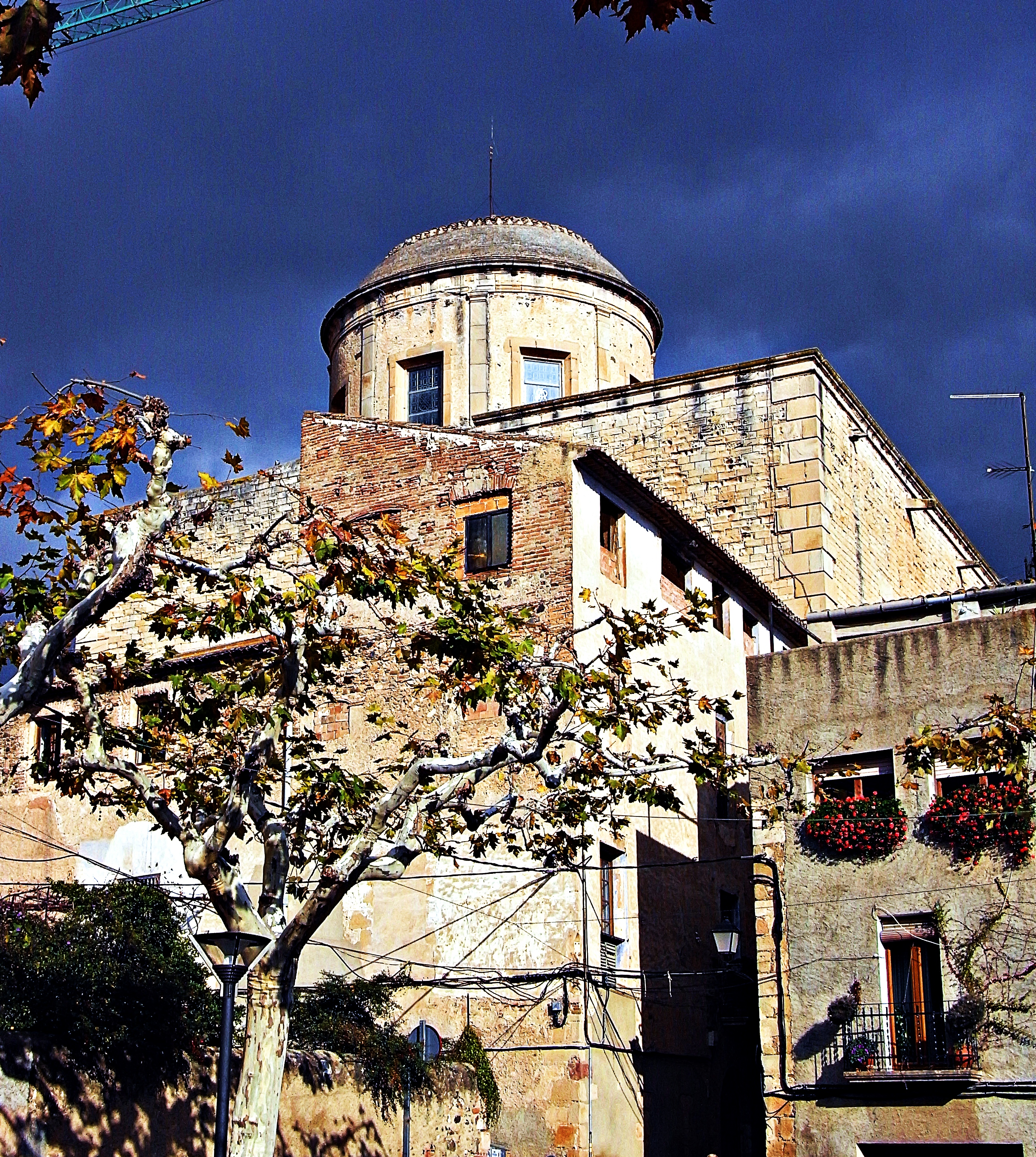
Iglesia parroquial de Sant Andreu (la Selva del Campo)

Colaborador del arquitecto Pere Blai, en 1580 proyectó la capilla del Santísimo de la catedral de Tarragona, y en 1582, con Blai, la iglesia de La Selva del Campo, la primera plenamente renacentista de Cataluña.
Acercándose ya al final de su vida, la historiografía no ha podido encontrar la fecha exacta de la muerte. Marià Carbonell nos hace referencia a diferentes documentos para justificar que la presencia de su nombre testimonia que todavía estaba vivo durante los años 1591 y 1594. Lo que sí se conoce es que murió en Barcelona y fue enterrado en los claustros de la catedral. Este cambio debe ser debido a posibles contactos con Pere Blai en Barcelona, como nos indica Marià Carbonell.
- Datos: Q9011073
- Multimedia: Jaume Amigó / Q9011073